# Municipio de Jordan (Illinois)
El municipio de Jordan (en inglés: Jordan Township) es un municipio ubicado en el condado de Whiteside en el estado estadounidense de Illinois. En el año 2010 tenía una población de 899 habitantes y una densidad poblacional de 9,68 personas por km².

## Geografía
El municipio de Jordan se encuentra ubicado en las coordenadas 41°52′48″N 89°41′47″O / 41.88000, -89.69639. Según la Oficina del Censo de los Estados Unidos, el municipio tiene una superficie total de 92.88 km², de la cual 92,86 km² corresponden a tierra firme y (0,01 %) 0,01 km² es agua.

## Demografía
Según el censo de 2010, había 899 personas residiendo en el municipio de Jordan. La densidad de población era de 9,68 hab./km². De los 899 habitantes, el municipio de Jordan estaba compuesto por el 96,55 % blancos, el 0,33 % eran afroamericanos, el 0,11 % eran amerindios, el 1,45 % eran asiáticos, el 0,78 % eran de otras razas y el 0,78 % eran de una mezcla de razas. Del total de la población el 4,12 % eran hispanos o latinos de cualquier raza.